# Kallovaratjeh
Kallovaratjeh är ett naturreservat i Jokkmokks kommun i Norrbottens län.
Området är naturskyddat sedan 1970 och är 22,4 kvadratkilometer stort. Reservatet omfattar ett sjörikt område på en högfjällsplatå. Reservatet består av fjällhedar. 